# Павел Албиери
Павел Албиери (настоящее имя Ян Муцек; 1 августа 1861, Яромерж — 21 октября 1901, Смитвилл, Техас, США) — австро-венгерский чешский (и впоследствии американский) писатель, поэт, журналист, издатель и фотограф.
Писать начал в конце 1870-х годов под псевдонимом Павел Албиери; псевдоним происходил от латинского наименования реки Эльбы. С 27 сентября 1884 года издавал в Яромерже чешскоязычный еженедельник «Ratibor». В июне 1885 года женился на писательнице Павле Мудре (чеш. Pavla Moudrá), которая помогала ему издавать журнал. 1 октября 1886 года перенёс его издание в Градец-Кралове, где журнал стал выходить дважды в неделю и год спустя был объединён с журналом «Podhořan». 1 января 1889 года продал журнал и ушёл из его редакции. За два года до этого, в 1887 году, умер его годовалый сын, что привело также к распаду его брака. В 1889 году уехал в Париж, где участвовал в организации пребывания там чешских представителей на Всемирной выставке. В начале 1890 года уехал в США, где работал в редакции чешскоязычного журнала «Svornost» в Чикаго, а также сотрудничал с изданиями «Obzor» и «Chicagské listy». В 1895 году вернулся в чешские земли и некоторое время работал в качестве обозревателя этнографической выставки. В 1897 году вошёл в состав комитета общества «Umělecká beseda».
В 1898 году снова уехал в Америку, издавал в Нью-Йорке «Sborník americký» (вышло лишь восемь выпусков), в 1898 году во второй раз женился. Вскоре вместе с женой переехал в Чикаго, где получил место рекламного агента в виноторговой компании. Поддерживал контакты с чешскими писателями, но сам при этом писать практически перестал. 4 октября 1901 года взял отпуск для посещения Техаса, где хотел посетить друзей. Погиб при странных обстоятельствах во время этой поездки: якобы во время остановки поезда он не успел на него вовремя и запрыгнул в вагон; кондуктор сказал ему, что поезд на деле ещё не отходит, после чего Албиери спрыгнул, но попал головой под второй паровоз и скончался на месте. Был похоронен спустя четыре дня на Чешском национальном кладбище в Чикаго.
Из многочисленных его повестей и рассказов более известны: «Pro jmění a úřad» (1881), «1866. Vojenské novelly», «Na kastelu», «Povstání v Bosně», «Toleranční patent», «1792—1794. Vojenské novelly», «Stráž na Rýně», «Pod kolem», «Povídky pátera Cyrina», «Nevěsta za 50 dollarů», «Z americkych toulek» (1898). Его книги, согласно оценке ЭСБЕ, «не лишены юмора и обнаруживают тонкую наблюдательность автора».